# 武當張三丰
《武当张三丰》（英語：Rise Of The Taiji Master）是香港電視廣播有限公司製作的古裝武俠電視劇，全劇共20集，監製杨锦泉，主演关礼杰、梁佩玲、何婉盈、曾伟权、吴咏虹、骆应钧、罗乐林、鲍方，1996年上映。